# Гомоусіанізм
Гомоусіанізм (грец. ὁμοιούσιος від ὅμοιος, hómoios, «подібний» і οὐσία , ousía, «сутність, буття») — християнський богословський термін, введений у IV столітті особливою групою християнських теологів, які вірили, що Бог-Син має подібну, але не тотожну, сутність (або субстанцію) з Богом Отцем. Гомоусіанство виникло як спроба примирити два протилежні вчення, гомоянізм і гоміанство. Дотримуючись тринітарних доктрин Першого Нікейського собору (325 р.), гомоусіани вірили, що Бог-Син був тієї ж самої (ὁμός , homós, «той самий») сутності з Богом Отцем. З іншого боку, гомояни відмовилися використовувати термін οὐσία (ousía, «сутність»), вважаючи, що Бог-Отець «незрівнянний», і тому Сина Божого не можна описати ні в якому сенсі як «рівний» чи «однаковий», а лише як «подібний» чи «схожий» (ὅμοιος , hómoios) до Отця в деякому підпорядкованому значенні цього терміна. Щоб знайти теологічне рішення, яке б примирило ці протилежні вчення, гомоусіани намагалися знайти компроміс між сутною мовою гомоусів і поняттям подібності, якого дотримувалися гомояни. Їхня спроба зазнала невдачі, і на Першому Константинопольському соборі (381 р.) гомоусіанство вже було маргіналізовано.
Серед прихильників цієї точки зору були Євстафій Севастійський і Георгій Лаодикійський.:580, 668

## Фон
Протягом періоду розвитку християнської доктрини та вдосконалення християнської теологічної мови, який тривав від 360 до 380 р. н. е., суперечка між аріанством і тим, що в кінцевому підсумку буде визначено як католицька ортодоксальність, спровокувала величезне зростання нових рухів, сект і доктрин, які виникла в спробі стабілізувати й закріпити унікальну й універсальну позицію щодо складних і тонких богословських питань. Одне з центральних питань стосувалося природи Бога та фундаментального характеру його стосунків з Його Сином Ісусом Христом як попереднім Логосом. Цю суперечку назвали «тринітарною суперечкою», оскільки вона передбачала розгадку загадки про те, як можливо, що Бог Батько, Його Син Ісус Слово і Святий Дух можуть бути одним Богом. Домінуючою позицією серед християнських теологів на цьому етапі історії була доктрина гомоянізму, сформульована і люто захищена Афанасієм Александрійським, згідно з якою Батько і Син були тотожними за сутністю, божественною ідентичністю, атрибутами та енергіями, і що будь-які відхилення від цього Православ'я слід було вважати єретичним відступом від апостольської віри і богослужіння. Проте гомояни мали могутнього союзника на своєму боці в особі імператора Констанція II.

## Доктрина
Гомоусіани зайняли позицію між гомоянами та гетероусами, такими як Аетій та Євномій. На соборі 358 року в Сірмії, на піку впливу руху, було висловлено твердження, що Син «подібний [Батькові] у всьому» (ὅμοιον κατὰ πάντα, hómoion katà pánta), тоді як використання οὐσία (ousía) або будь-які його сполуки в богословській дискусії були різко розкритиковані, але не залишені, а аномейство було піддане анафемі. Це компромісне рішення, яке задовольняло як гомоян, так і гомоусіян, свідомо намагалося відчужити більш крайніх неоаріан. Він був успішним у цьому намірі, але в очах пронікейців він залишався таким же незаконним, як і завжди, і Василь Анкірський заявив, що «те, що подібне, ніколи не може бути таким же, як те, на що воно схоже». З іншого боку, Констанцій став дещо ворожим до впливу всіх нових рухів, які виникли після Нікейського собору. Результатом стало те, що гомоусіани зникли зі сцени історії, а боротьба за визначення церковної догми перетворилася на двосторонню боротьбу між гомоусами та гомоянами.
Термін «гомоусіанізм» також надавав перевагу багатьом орігеністам над терміном «homoousios», оскільки вони відчували, що він залишає «більше місця для відмінностей у Божестві».:790Іншим міркуванням, можливо, було зв'язок останнього терміна з Павлом Самосатським і з платонівським ланцюгом буття гностицизму.:790